# Свята Анастасія (острів)

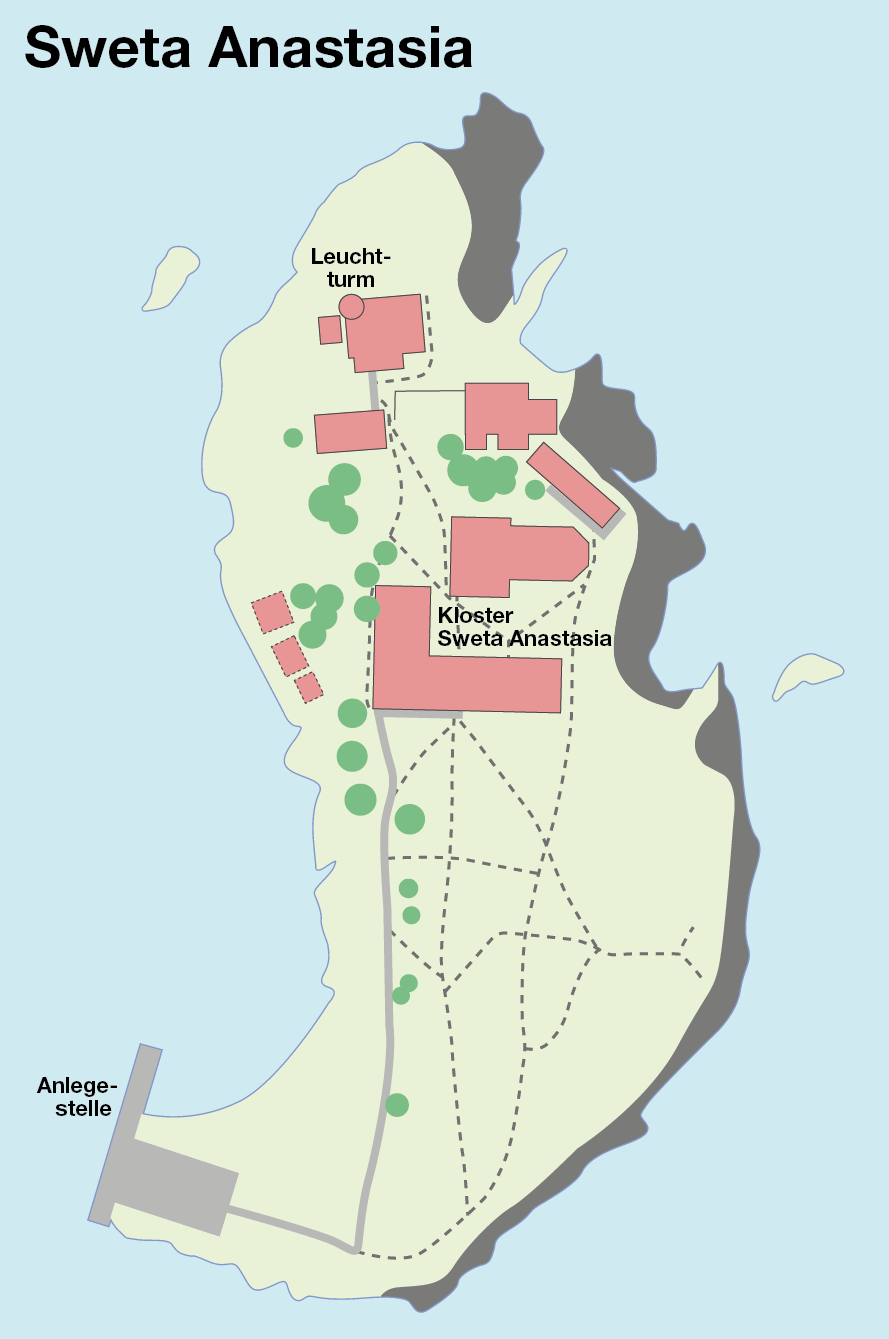

Свята Анастасія (болг. Света Анастасия) — острів у Бургаській затоці Чорного моря, що належить Болгарії. Між 1945 і 1990 роками, за часів комуністичної Болгарії, носив назву Більшовик (болг. Болшевик).
Острів знаходиться на відстані 6 км від Бургаса і 1,5 км від Черноморця. Його площа становить 1 га. Це єдиний населений острів поруч з болгарським узбережжям Чорного моря.
На острів постачається електроенергія та питна вода. Він названий на честь колишнього монастиря святої Анастасії, розташованого на острові. Монастир існував з часів середньовіччя і був реконструйований в XVIII—XIX ст. У 1923 році, коли острів був перетворений на в'язницю, монастир покинули. В даний час острів належить Болгарській православній церкві, і частково ним займається місцевий бізнесмен, який підтримує готель і ресторан. На острові є православний храм і маяк.
Після перевороту 9 червня 1923 року в Болгарії забутий монастир на острові став зручним місцем для ізоляції політичних противників уряду Александра Цанкова. Таким чином, у другій половині 1923 року на острові були ув'язнені 132 комуністи та аграрії. Але труднощі підтримки в'язниці на острові змусили уряд перевести в'язнів до бургаського поліцейського відділку, а деяких навіть звільнити. Після нападу на софійський Собор Святої Неділі у квітні 1925 року острів знову перетворили на в'язницю. А 29 липня 1925 році група з 43 політичних ув'язнених (комуністів і антифашистів) на чолі з Теохаром Бакирджиєвим повстали і втекли з острова в Радянський Союз. На їх честь острів був перейменований на Більшовик, коли комуністи прийшли до влади в 1945 році.
На основі цих подій в 1958 році режисер Рангел Вилчанов зняв фільм «На малому острові».

## Відомі в'язні острова
- Кристьо Пастухов